# Sociedad de Mejoras Públicas de Medellín
La Sociedad de Mejoras Públicas de Medellín, usualmente abreviada como SMP es  una entidad sin ánimo de lucro, de carácter cívico, que se rige por las normas del derecho privado, prestadora de servicios y productora de bienes fundada en 1899 en la ciudad de Medellín, Antioquia, Colombia.
La sociedad se ha encargado de la gestión de multitud de proyectos en Medellín y en su área metropolitana, cuyo objetivo es el de apoyar el progreso de la sociedad en temas físicos, económicos, ambientales sociales y económicos, incluyendo el embellecimiento y defensa del espacio público en la ciudad.

## Historia
En un viaje a Bogotá Carlos Eugenio Restrepo y Gonzalo Escobar pudieron observar cómo la influencia de la Sociedad de mejoras y Ornato de Bogotá había mejorado la capital del país y de ahí surgió la idea de que algo parecido podría ocurrir en la ciudad de Medellín. Fue así como en una reunión del 9 de febrero de 1899, estas dos personas, y múltiples miembros de la élite de la ciudad, fundaran la SMP.
En 1911 se fundó la revista Progreso, que se utilizó como medio de difusión de las actividades de la sociedad, buscando reconocimiento por parte de la ciudadanía, generando un sentido de pertenencia a la entidad. Sus primeros números consistían primariamente en anuncios publicitarios y posteriormente ayudaron a difundir las campañas cívicas de la sociedad e informaba a sus benefactores sobre el destino de sus fondos. También sirvió como medio de financiamiento para la sociedad, con la venta de pauta publicitaria y de la venta de la revista, siendo las ganancias en 1912 de 8964$.
En el año 1914 la sociedad se encargó de establecer un servicio de carruajes, construcción de luminarias, construcción de bombas de agua, administración de diversas escuelas de arte, trabajos en la Avenida la Playa, telefonía pública, organización de la entrega de correos, entre otros.
La Sociedad de mejoras públicas cumplía con la utilidad de rellenar las funciones que el Estado local y nacional se rehusaba a tomar, pero una vez que el Estado comenzó a asumir sus funciones, la sociedad dejó de llevar a cabo la realización de obras y comenzó a sugerir y gestionar futuras obras.

## Obras
Algunas de las Obras de la Sociedad de Mejoras Públicas de Medellín fueron:
- Inicio del servicio de telefonía
- Organización del correo urbano
- Promoción y construcción de acueducto en la ciudad
- Fundación del Instituto de Bellas Artes
- Inicio de la canalización del Río Medellín
- Promoción para la creación del Aeropuerto Olaya Herrera
- Fundación del zoológico Santafé
- Promoción para la creación del Hotel Nutibara
- Promoción para la fundación de la Biblioteca Pública Piloto
- Gestión del Museo de Antioquia